# Angela Daigle
Angela Daigle (ur. 28 maja 1976)  – amerykańska sprinterka. W 2005 na mistrzostwach świata w Helsinkach została mistrzynią świata w sztafecie 4 × 100 metrów.
Oprócz złota z Helsinek jej największym osiągnięciem jest złoty medal igrzysk panamerykańskich (sztafeta 4 x 100 m, Santo Domingo 2003).

## Rekordy życiowe
- bieg na 100 m – 11,23 s (2004 i 2005)
- bieg na 200 m – 22,59 s (2005)
- bieg na 50 m (hala) – 6,29 (2001)
- bieg na 60 m (hala) – 7,09 (2005)